# Le Boeing décolle à seize heures
Pour plus de détails, voir Fiche technique et Distribution.
Le Boeing décolle à seize heures (Il segreto del vestito rosso) est un giallo hispano-franco-italien réalisé par Silvio Amadio et sorti en 1965.

## Synopsis
Un couple d'Américains arrive à Rome, mais le mari se fait enlever. Sa femme va désespérément se lancer à sa recherche.

## Fiche technique
- Titre français : Le Boeing décolle à seize heures[1]
- Titre espagnol : El secreto de Bill North
- Titre original italien : Il segreto del vestito rosso ou Assassinio made in Italy[2]
- Réalisateur : Silvio Amadio
- Scénario : Silvio Amadio, Giovanni Simonelli (it)
- Photographie : Mario Pacheco
- Montage : Marcello Malvestito
- Musique : Armando Trovajoli
- Décors : Enrique Alarcón
- Maquillage : Vittorio Biseo, Emilio Ruiz
- Production : Aldo Pomilia
- Société de production : Apo Film (Rome), Dicifrance (Paris), Midega Film (Madrid)
- Pays de production :  Italie -  France -  Espagne
- Langue originale : italien
- Format : Couleur par Eastmancolor - 2,35:1 - Son mono - 35 mm
- Durée : 104 minutes
- Genre : Giallo
- Date de sortie :
  - Espagne : 7 juin 1965

## Distribution
- Hugh O'Brian : Dick Sherman
- Cyd Charisse : Shelley North
- Eleonora Rossi Drago : Erika Tiller
- Alberto Closas : Inspecteur Baudi
- Memmo Carotenuto
- Alberto Dalbes
- Juliette Mayniel : Lorena Borelli
- Franco Giacobini
- Manuel Alexandre
- Antonio Casas
- Carlos Casaravilla
- Gina Rovere
- Philippe Lemaire
- Mario Feliciani
- José María Seoane